# Дикарь (фильм, 1975)
«Дикарь» (фр. Le Sauvage) — французский кинофильм  1975 года режиссёра Жана-Поля Раппно.

## Сюжет
Нелли (Катрин Денёв) и Мартен (Ив Монтан) случайно повстречались в Каракасе. Он помог ей сбежать от жениха, за которого она передумала выходить замуж, и отвёз в аэропорт, чтобы она уехала из Венесуэлы. Однако Нелли не захотела покидать своего спасителя. Обманом она проникла на остров, где он жил в полном одиночестве, и теперь им предстоит провести вместе несколько дней…

## В ролях
- Ив Монтан — Мартен
- Катрин Денёв — Нелли
- Луиджи Ваннукки — Витторио
- Тони Робертс — Алекс Фокс
- Бобо Льюис — мисс Марк
- Вернон Добчефф — мистер Коулман

## Съёмочная группа
- Режиссёр: Жан-Поль Раппно
- Продюсер: Ральф Баумм, Раймон Данон
- Сценарист: Жан-Лу Дабади, Элизабет Раппно, Жан-Поль Раппно
- Композитор: Мишель Легран
- Оператор: Пьер Ломм
- Художник: Макс Дуи